# Demydiwka (Poltawa)
Demydiwka (ukrainisch Демидівка) ist ein Dorf in der ukrainischen Oblast Poltawa mit etwa 600 Einwohnern (2001).
Das Dorf liegt am Ufer der Wilchowa Howtwa (Вільхова Говтва), einem 86 km langen, linken Nebenfluss der Howtwa, 11 km östlich vom ehemaligen Rajonzentrum Reschetyliwka und 34 km westlich vom Oblastzentrum Poltawa.
Nördlich vom Dorf verläuft die Fernstraße M 03/E 40 von Charkiw nach Kiew.
Am 12. Juni 2020 wurde das Dorf ein Teil der Stadungsgemeinde Reschetyliwka, bis dahin bildete es zusammen mit den Dörfern Andrijiwka (Андріївка), Lytwyniwka (Литвинівка), Nowa Dykanka (Нова Диканька) und Pustowary (Пустовари) die gleichnamige Landratsgemeinde Demydiwka (Демидівська сільська рада/Demydiwska silska rada) im Osten des Rajons Reschetyliwka.
Am 17. Juli 2020 kam es im Zuge einer großen Rajonsreform zum Anschluss des Rajonsgebietes an den Rajon Poltawa.

## Söhne und Töchter der Ortschaft
- Jurij Horlis-Horskyj (1898–1946), Schriftsteller und Offizier[4]